# Liste der Bodendenkmäler in Neuhütten (Unterfranken)
Auf dieser Seite sind die Bodendenkmäler in der unterfränkischen Gemeinde Neuhütten zusammengestellt. Diese Tabelle ist eine Teilliste der Liste der Bodendenkmäler in Bayern. Grundlage ist die Bayerische Denkmalliste, die auf Basis des Bayerischen Denkmalschutzgesetzes vom 1. Oktober 1973 erstmals erstellt wurde und seither durch das Bayerische Landesamt für Denkmalpflege geführt wird. Die folgenden Angaben ersetzen nicht die rechtsverbindliche Auskunft der Denkmalschutzbehörde.

## Bodendenkmäler der Gemeinde

### Bodendenkmäler in der Gemarkung Neuhütten
| Lage                             | Objekt                                                                                                  | Akten-Nr.     | Bild                       |
| -------------------------------- | --- | ------------- | -------------------------- |
| Neuhütten (Standort)             | Spätmittelalterliche bis frühneuzeitliche Glashütte. Siehe auch: mittelalter, neuzeit, Glashütte        | D-6-5922-0005 |                            |
| Neuhütten (Standort)             | Spätmittelalterliche bis frühneuzeitliche Glashütte.                                                    | D-6-5922-0051 |                            |
| Neuhütten (Standort)             | Spätmittelalterliche bis frühneuzeitliche Glashütte.                                                    | D-6-5922-0052 |                            |
| Neuhütten (Standort)             | Spätmittelalterliche bis frühneuzeitliche Glashütte.                                                    | D-6-5922-0053 |                            |
| Neuhütten (Standort)             | Spätmittelalterliche bis frühneuzeitliche Glashütte.                                                    | D-6-5922-0054 |                            |
| Neuhütten (Standort)             | Spätmittelalterliche bis frühneuzeitliche Glashütte.                                                    | D-6-5922-0065 |                            |
| Neuhütten Kirchweg 11 (Standort) | Befunde der frühen Neuzeit im Bereich der ehemalige Katholischen Filialkirche St. Joseph von Neuhütten. | D-6-5922-0078 | Befunde der frühen Neuzeit |
| Neuhütten (Standort)             | Spätmittelalterliche bis frühneuzeitliche Glashütte.                                                    | D-6-6022-0013 |                            |